# Ралица Агайн
Ралица Ненчева Агайн-Гури е български финансист и политик.

## Биография
Ралица Агайн е родена на 2 декември 1976 година в град София. Възпитаник на Първа английска езикова гимназия в столицата. Завършва специалност „Международни икономически отношения“ в УНСС.
Тя е Народен представител от парламентарните групи на НДСВ и Новото време в XXXIX народно събрание. Заместник-председател е на Комисията за финансов надзор (мандат 1: от 2005 до 2010 и мандат 2: от 24 януари 2014 до 2018). Има опит като независим финансов аналитик и сертифициран водещ одитор за системи за управление на качеството. Учредител е и член на надзорния съвет на Асоциация на инвеститорите.
Омъжена е за Елвин Гури, създател и изпълнителен директор е на JET Finance International, компания за потребителско финансиране в България.